# Gaspar Fagel
Gaspar Fagel (ur. 25 stycznia 1634 w Hadze, zm. 15 grudnia 1688) – polityk holenderski, oranżysta służył jako Wielki pensjonariusz Holandii w latach 1672-1688. Fagel pochodził z wpływowej rodziny patrycjuszowskiej.
Został wybrany pensjonariuszem Haarlemu w roku 1633 i co za tym idzie reprezentantem miasta na stanach Generalnych Holandii. W roku 1670, został Greffier (sekretarzem) Stanów Generalnych, a w 1672, gdy znany polityk Johan de Witt zrezygnował z urzędu i został zamordowany, Fagel został Wielkim pensjonariuszem Holandii. Być może był zamieszany w morderstwo.
Fagel wyróżnił się odważną postawą wobec zagrożeń jakie na jego kraj zsyłał Ludwik XIV i jego francuska armia. Fagel konsekwentnie wspierał kandydaturę księcia Oranii na tron angielski.